# Ghania Rezzik
Ghania Rezzik (* 21. Dezember 2002) ist eine algerische Leichtathletin, die sich auf den Mittelstreckenlauf spezialisiert hat.

## Sportliche Laufbahn
Erste internationale Erfahrungen sammelte Ghania Rezzik im Jahr 2018, als sie bei den Afrikanischen Jugendspielen in Algier in 10:27,22 min den neunten Platz im 3000-Meter-Lauf belegte. 2021 belegte sie bei den Arabischen Meisterschaften in Radès in 4:24,39 min den vierten Platz im 1500-Meter-Lauf, ehe sie bei den U20-Weltmeisterschaften in Nairobi mit 4:33,68 min auf den elften Platz gelangte. Im Jahr darauf wurde sie bei den Arabischen Crosslauf-Meisterschaften in 41:35 min 13. im Einzelbewerb und schied anschließend bei den Mittelmeerspielen in Oran mit 2:09,90 min in der Vorrunde im 800-Meter-Lauf aus. 2023 gewann sie bei den Arabischen U23-Meisterschaften in Radès in 2:17,83 min und 4:24,46 min jeweils die Bronzemedaille über 800 und 1500 Meter und anschließend gewann sie bei den Panarabischen Spielen in Algier in 4:20,33 min die Bronzemedaille über 1500 Meter hinter der Bahrainerin Marta Yota und Wafa Zaroual aus Marokko. Zudem belegte sie in 2:08,51 min den fünften Platz über 800 Meter. Im Jahr darauf gewann sie bei den Arabischen U23-Meisterschaften in Ismailia in 2:16,39 min und 4:32,11 min jeweils die Bronzemedaille über 800 und 1500 Meter. 2025 gewann sie bei den Arabischen Meisterschaften in Oran in 2:09,73 min die Bronzemedaille über 800 Meter hinter ihrer Landsfrau Nesrine Abed und Marwa Bouzayani aus Tunesien. Zudem belegte sie in 4:21,30 min den fünften Platz über 1500 Meter.
In den Jahren 2023 und 2024 wurde Rezzik algerische Meisterin im 800-Meter-Lauf sowie 2024 über 1500 Meter.

## Persönliche Bestzeiten
- 800 Meter: 2:07,92 min, 4. Mai 2024 in Medea
- 1000 Meter: 2:47,50 min, 21. Februar 2025 in Algier
- 1500 Meter: 4:18,67 min, 29. Juni 2024 in Algier
- 3000 Meter: 9:53,44 min, 17. Mai 2019 in Algier